# マンガPark
『マンガPark』（マンガパーク）は、白泉社の総合エンタメアプリおよびウェブコミック配信サイト。

## 概要
2017年8月2日にリリースされた。『花とゆめ』『LaLa』『別冊花とゆめ』『MELODY』『ヤングアニマル』『楽園』の漫画150タイトル以上が配信されているほか、アプリ版では声優ラジオやアイドル動画なども公開されている。無料公開のエピソードが豊富に用意されているほか、コインを消費することでほかのエピソードが閲覧可能である。リリースに伴い、白泉社が有していたウェブコミック配信サイト『花LaLa online』と『ヤングアニマルDensi』は終了し、連載中の作品はこちらに移籍した。

## 配信ラジオ
| 番組名                                                 | 配信時期       | 配信時期       | 担当                                  | 備考 |
| 番組名                                                 | 配信開始       | 配信終了       | 担当                                  | 備考 |
| ------------------------------------------------------ | -------------- | -------------- | ------------------------------------- | --- |
| ミッション珍ポッシブル                                 | 2017年08月02日 | 配信中         | 吉田尚記                              | 第96-105回ゲスト：克・亜樹 第266-280回ゲスト：渡邉庸三（週刊文春デジタル編集長） 第286-300回ゲスト：藤原ヒロ 第306-325回ゲスト：福山リョウコ 第326-340回ゲスト：佃煮のりお 第471-485回ゲスト：克・亜樹、しみけん |
| 利根健太朗とゆかいな仲間たち                           | 2017年08月02日 | 2017年08月30日 | 利根健太朗 伊達忠智 天﨑滉平 永塚拓馬 | 伊達、天﨑、永塚は各々未出演回あり |
| 高橋未奈美の秘密の部屋                                 | 2017年08月02日 | 2017年08月30日 | 高橋未奈美                            | |
| 小松未可子のWhat is day?                               | 2017年08月03日 | 2017年08月26日 | 小松未可子                            | |
| 蒼井翔太の3・2・1!                                     | 2017年08月03日 | 2017年08月26日 | 蒼井翔太                              | |
| 小林ゆうのわくわくANIMAL PARK                          | 2017年08月31日 | 2017年09月30日 | 小林ゆう                              | |
| 仲村宗悟の“あなたの知らない沖縄のセカイ”               | 2017年08月31日 | 2017年09月30日 | 仲村宗悟                              | |
| 松嵜麗の青春カムバック                                 | 2017年09月04日 | 2017年09月27日 | 松嵜麗                                | |
| 石川界人のことがなんとなく大体分かるかもしれないラジオ | 2017年09月04日 | 2017年09月27日 | 石川界人                              | |
| アイドルDTI 裸ジオ is 美(ビューティフル)               | 2017年09月21日 | 2018年10月25日 | 畠中祐 濱野大輝                       | |
| 八代拓のスポーツ○○ランキング!                          | 2017年10月02日 | 2017年11月01日 | 八代拓                                | |
| 加隈亜衣のとに"かくま"ずやってみよう!                  | 2017年10月02日 | 2017年11月01日 | 加隈亜衣                              | |
| 天野七瑠・秋谷啓斗のバトルPark!                        | 2017年10月05日 | 2017年10月28日 | 天野七瑠 秋谷啓斗                     | |
| 『ほっ。』と、白石晴香                                 | 2017年10月05日 | 2017年10月28日 | 白石晴香                              | |
| 山下大輝の聴けば痩せるかもしれないラジオ               | 2017年11月02日 | 2017年11月25日 | 山下大輝                              | |
| 小倉唯のマンガPark小倉店                               | 2017年11月02日 | 2017年11月25日 | 小倉唯                                | |
| 堀江瞬とぶらぶらしようよ♪                              | 2017年11月06日 | 2017年11月29日 | 堀江瞬                                | |
| 山本希望の飯テロRADIO!!                                | 2017年11月06日 | 2017年11月29日 | 山本希望                              | |
| 廣瀬大介の興味がわくラジオ                             | 2017年11月30日 | 2017年12月30日 | 廣瀬大介                              | |
| ～竹達彩奈の基礎知識～                                 | 2017年11月30日 | 2017年12月30日 | 竹達彩奈                              | |
| 松井恵理子の少女マンガに埋もれたい!                    | 2017年12月04日 | 2017年12月27日 | 松井恵理子                            | |
| 市川太一と過ごす12日間                                 | 2017年12月04日 | 2017年12月27日 | 市川太一                              | |
| 内田彩の一年の計がイッパイあり                         | 2018年01月01日 | 2018年01月31日 | 内田彩                                | |
| 西山宏太朗・教育委員会                                 | 2018年01月01日 | 2018年01月31日 | 西山宏太朗                            | |
| 河西健吾の鉄仮面じゃないラジオ!                        | 2018年01月04日 | 2018年01月27日 | 河西健吾                              | |
| 廣瀬大介の興味しかないラジオ                           | 2018年01月04日 | 2018年01月27日 | 廣瀬大介                              | |
| 安達勇人のキュン巡り                                   | 2018年02月01日 | 2018年02月24日 | 安達勇人                              | |
| 熊谷健太郎のホリサゲ!                                  | 2018年02月01日 | 2018年02月24日 | 熊谷健太郎                            | |
| 利根健太朗2月にライオンを語る!                         | 2018年02月02日 | 2018年02月23日 | 利根健太朗                            | 『3月のライオン』編集長の友田亮も出演 |
| 梅原裕一郎の筋肉に響くクラシック放送局                 | 2018年02月05日 | 2018年02月28日 | 梅原裕一郎                            | |
| やまとうみとえみつん♪                                  | 2018年02月05日 | 2018年02月28日 | 新田恵海                              | 舟山夏妃も出演 |
| 太田基裕“キリトル“ラジオ                               | 2018年03月01日 | 2018年03月31日 | 太田基裕                              | |
| リアクション王になりたい土岐隼一!                      | 2018年03月01日 | 2018年03月31日 | 土岐隼一                              | |
| 五十嵐裕美のマンガとわたし                             | 2018年03月05日 | 2018年03月28日 | 五十嵐裕美                            | |
| 違いがわかる男 佐藤拓也                                | 2018年03月05日 | 2018年03月28日 | 佐藤拓也                              | |
| 茜屋日海夏は本名だよ～                                 | 2018年04月02日 | 2018年04月25日 | 茜屋日海夏                            | |
| 大河元気の少女漫画学センター試験                       | 2018年04月02日 | 2018年04月25日 | 大河元気                              | |
| 小澤廉の『"れん”らくもう』                             | 2018年04月05日 | 2018年04月28日 | 小澤廉                                | |
| 沢城千春のガールズトーク!                              | 2018年04月05日 | 2018年04月28日 | 沢城千春                              | |
| 1/15の白井悠介                                         | 2018年04月30日 | 2018年05月30日 | 白井悠介                              | |
| 佃煮のりおと桑原由気のナイショの話!?                   | 2018年04月30日 | 2018年05月30日 | 桑原由気 佃煮のりお                   | |
| 木村良平の漫画が読みたい!                              | 2018年05月03日 | 2018年05月26日 | 木村良平                              | |
| 高崎翔太のもしもシリーズ!                              | 2018年05月03日 | 2018年05月26日 | 高崎翔太                              | |
| 鳥越裕貴の鳥の学び舎                                   | 2018年05月31日 | 2018年06月30日 | 鳥越裕貴                              | |
| 前野智昭のキミと同じくらいコレが好き                   | 2018年05月31日 | 2018年06月30日 | 前野智昭                              | |
| ここで1曲聴いて下さい。伊東健人で、ラジオ。            | 2018年06月04日 | 2018年06月27日 | 伊東健人                              | |
| 中澤まさとものシュガーPark                             | 2018年07月02日 | 2018年08月01日 | 中澤まさとも                          | |
| 蒼井翔太の逢いたい人を呼んでみた!                      | 2018年07月05日 | 2018年09月29日 | 蒼井翔太                              | 7月ゲスト：廣瀬大介 8月ゲスト：西山宏太朗 9月ゲスト：鈴木裕斗 |
| 杉江大志の演じたいし!!                                 | 2018年07月05日 | 2018年07月28日 | 杉江大志                              | |
| 荒牧慶彦の1聞いて10知るラジオ                          | 2018年08月02日 | 2018年09月01日 | 荒牧慶彦                              | |
| 若松公徳×木村昴 新人時代を語る!ラジオ                  | 2018年08月02日 | 2018年08月02日 | 若松公徳 木村昴                       | MC：吉田尚記 2018年7月29日公開収録 |
| 3日後カレシSupported by天﨑滉平                        | 2018年08月06日 | 2018年08月29日 | 天﨑滉平                              | |
| 良い子悪い子、濱健人!                                  | 2018年09月03日 | 2018年09月26日 | 濱健人                                | |
| 山本一慶の日常サバイバー                               | 2018年09月06日 | 2018年09月29日 | 山本一慶                              | |
| 岸本卓也の脱出ラジオ 百問百答                          | 2018年10月01日 | 2018年10月31日 | 岸本卓也                              | |
| 平川大輔のダミヘPark                                   | 2018年10月04日 | 2018年10月27日 | 平川大輔                              | |
| 崎山つばさの初告白                                     | 2018年10月04日 | 2018年10月27日 | 崎山つばさ                            | |
| 伊万里有のMYルールブック!                              | 2018年11月01日 | 2018年12月01日 | 伊万里有                              | |
| 岡本信彦のずっと僕のターン!!                           | 2018年11月01日 | 2018年12月01日 | 岡本信彦                              | |
| 木村昴が愛してやまない12のコト                         | 2018年11月05日 | 2018年11月28日 | 木村昴                                | |
| 寺島惇太の歌声喫茶                                     | 2018年12月03日 | 2018年12月26日 | 寺島惇太                              | |
| 豊永利行 Talking Number                                | 2018年12月06日 | 2018年12月29日 | 豊永利行                              | |
| 植田圭輔のすじがき!                                    | 2018年12月06日 | 2018年12月29日 | 植田圭輔                              | |
| 山谷祥生の彼女に知っていて欲しいコト                   | 2018年12月31日 | 2019年01月30日 | 山谷祥生                              | |
| 佐伯大地のランダムトーク                               | 2019年01月03日 | 2019年01月26日 | 佐伯大地                              | |
| 寺島拓篤の“テラシまんが編集部”                         | 2019年01月03日 | 2019年01月26日 | 寺島拓篤                              | |
| 花江夏樹のラジオスター                                 | 2019年01月31日 | 2019年02月23日 | 花江夏樹                              | |
| ～大平峻也の俺だって○○男子!～                          | 2019年01月31日 | 2019年02月23日 | 大平峻也                              | |
| 駒田航・人生のシャッターチャンス                       | 2019年02月04日 | 2019年02月27日 | 駒田航                                | |
| 宮崎湧のおはなしなの                                   | 2019年02月28日 | 2019年03月30日 | 宮崎湧                                | |
| 増田俊樹 三十路目指しまーす!                           | 2019年02月28日 | 2019年03月30日 | 増田俊樹                              | |
| 神尾晋一郎の it's a nicheworld                         | 2019年03月04日 | 2019年03月27日 | 神尾晋一郎                            | |
| 上村祐翔のどっちっち⁉                                  | 2019年04月01日 | 2019年05月01日 | 上村祐翔                              | |
| 健人のケントウの余地あり!?                             | 2019年04月04日 | 2019年04月27日 | 健人                                  | |
| 代永翼の美美美なラジオ                                 | 2019年04月04日 | 2019年04月27日 | 代永翼                                | |
| 染谷俊之プロデュース! 染Pラジオ!                       | 2019年05月02日 | 2019年06月01日 | 染谷俊之                              | |
| 内田雄馬のパーツ足りてますか?                          | 2019年05月02日 | 2019年06月01日 | 内田雄馬                              | |
| 石谷春貴の十二種競技                                   | 2019年05月06日 | 2019年05月29日 | 石谷春貴                              | |
| 高塚智人の「ポジティブシンKING」                       | 2019年06月03日 | 2019年06月26日 | 高塚智人                              | |
| 圧倒的!北村諒!                                         | 2019年06月06日 | 2019年06月29日 | 北村諒                                | |
| 羽多野渉のhata[No.]                                    | 2019年06月06日 | 2019年06月29日 | 羽多野渉                              | |
| 野津山幸宏 ルーツの旅!                                 | 2019年07月01日 | 2019年07月31日 | 野津山幸宏                            | |
| 鮎川太陽のすきがたり                                   | 2019年07月04日 | 2019年07月27日 | 鮎川太陽                              | |
| KENN's Re-Recognition Program                          | 2019年07月04日 | 2019年07月27日 | KENN                                  | |
| EXITの「ニラメッコ」トークフェスポンポン!              | 2019年07月12日 | 2019年09月20日 | りんたろー。 兼近大樹 （EXIT）        | 配信聴取可能期間は2019年内 |
| 丘山晴己のベストシーン                                 | 2019年08月01日 | 2019年08月31日 | 丘山晴己                              | |
| 石川界人・中島ヨシキの10分ダベる?                      | 2019年08月05日 | 2020年07月29日 | 石川界人 中島ヨシキ                   | |
| 山崎大輝の揃え!運命のビンゴ!                           | 2019年09月05日 | 2019年09月28日 | 山崎大輝                              | |
| 日高里菜のおしゃべりPark                               | 2019年10月03日 | 2019年10月26日 | 日高里菜                              | |
| 種﨑敦美の「無趣味クリニック」                         | 2019年10月31日 | 2019年11月30日 | 種﨑敦美                              | |
| あじゅじゅはじゅうじつしたいのじゃ。                   | 2019年12月05日 | 2019年12月28日 | 和氣あず未                            | |
| 富田美憂 たまごに包まれたい                            | 2020年01月02日 | 2020年02月01日 | 富田美憂                              | |
| ファイルーズあい ふぁいる!                             | 2020年02月06日 | 2020年02月29日 | ファイルーズあい                      | |
| 立花日菜が話したそうにしている。                       | 2020年03月05日 | 2020年03月28日 | 立花日菜                              | |
| ラジオドライバー愛美の“どちらまで行かれますか?”        | 2020年04月02日 | 2020年04月25日 | 愛美                                  | |
| 久保ユリカ 小さな世界の知らない話                      | 2020年04月30日 | 2020年05月30日 | 久保ユリカ                            | |
| 白井悠介・木島隆一 ふたりのせかい                      | 2020年08月03日 | 配信中         | 白井悠介 木島隆一                     | |